# Réouverture de Notre-Dame de Paris
La réouverture de la cathédrale Notre-Dame de Paris, après l'achèvement de la restauration intérieure à la suite de l'incendie survenu en avril 2019, a lieu les 7 et 8 décembre 2024.
La célébration est menée par l'archevêque de Paris, Laurent Ulrich, en deux parties :
- samedi 7 décembre : l'office religieux de l'ouverture des portes, du réveil du grand orgue, du chant de l'office de réouverture (un cantique, un psaume, le chant du Magnificat, les intentions de prière pour le monde entier, la prière du Notre Père), de la bénédiction finale et du chant du Te Deum ; le président de la République intervient par un discours durant l'office ;
- dimanche 8 décembre : la messe inaugurale avec la consécration de l'autel majeur.

Un grand nombre de chefs d'État et de gouvernement, actuels et anciens, ou leurs représentants envoyés spécialement pour l'occasion, participent à l'événement.

## Contexte
Le 15 avril 2019, juste avant 18 h 20 (heure d'été d'Europe centrale), un incendie de structure se déclare dans l'espace du toit de la cathédrale Notre-Dame de Paris. Au moment où l'incendie est éteint, la flèche en bois de la cathédrale a entièrement brûlé et s'est effondrée dans l'intérieur de la cathédrale, créant un trou béant dans la voûte ; la toiture en plomb a fondu et sa charpente en bois, datant de la construction de l'édifice, a entièrement brûlé ; les murs supérieurs de la cathédrale ont été gravement endommagés.
Des dommages importants à l'intérieur ont été évités par le plafond voûté en pierre, qui a retenu en grande partie le toit brûlant lorsqu'il s'est effondré. De nombreuses œuvres d'art et reliques religieuses ont été mises à l'abri, mais d'autres ont subi des dommages causés par la fumée, et certains éléments artistiques à l'extérieur ont été endommagés ou détruits. L'autel de la cathédrale, deux orgues à tuyaux et trois rosaces du XIIIe siècle n'ont subi que peu ou pas de dommages. Trois pompiers ont été blessés. L'incendie a contaminé le site et les environs de Paris avec des poussières toxiques et du plomb.
Le 17 avril 2019, le président français Emmanuel Macron propose un délai de cinq ans pour restaurer la cathédrale. Finalement, la réouverture a lieu cinq ans, sept mois et vingt-deux jours après l'incendie.
En septembre 2021, les donateurs ont contribué pour plus de 840 millions d'euros à l'effort de reconstruction.

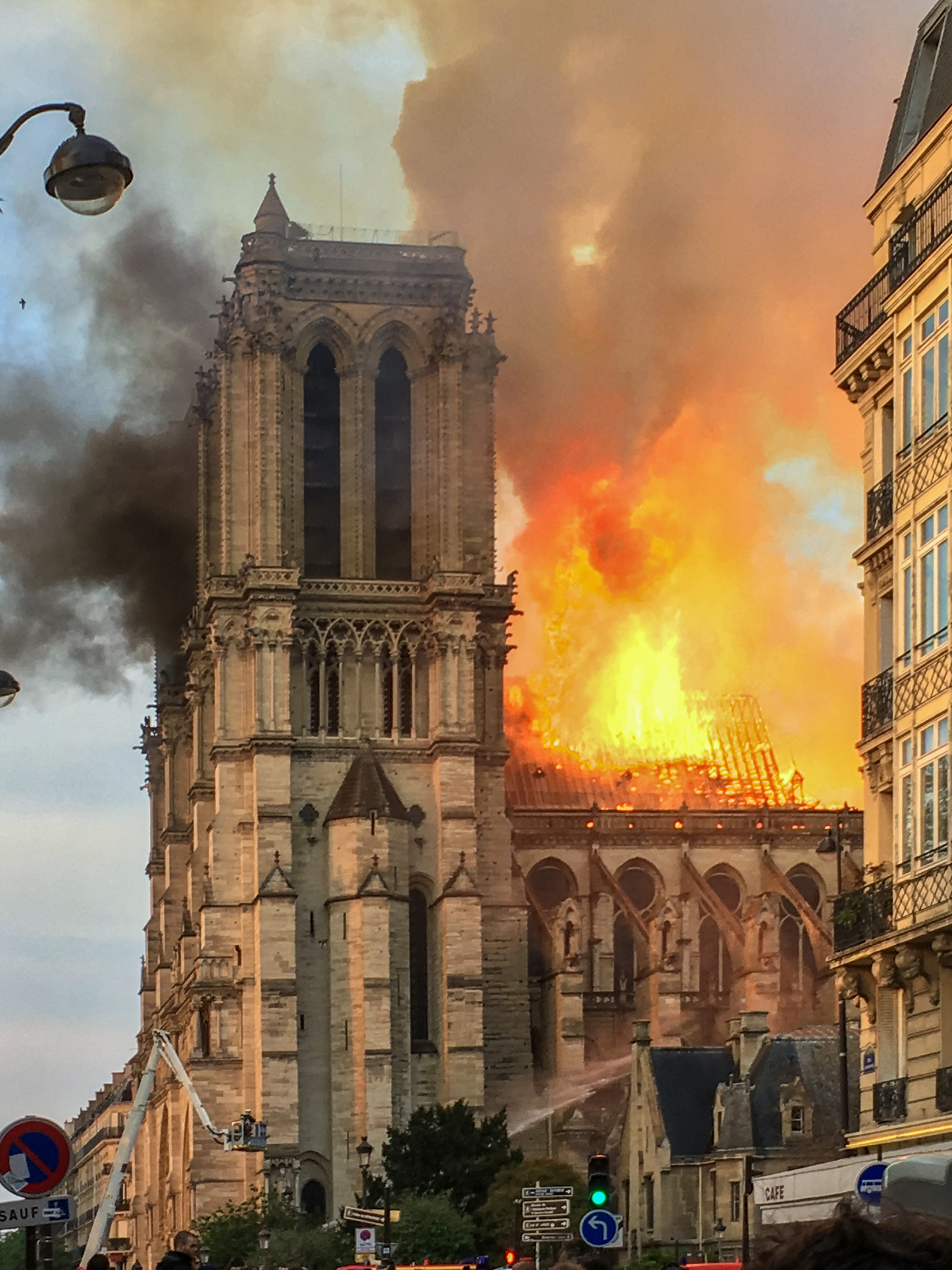
La cathédrale en feu le 15 avril 2019.
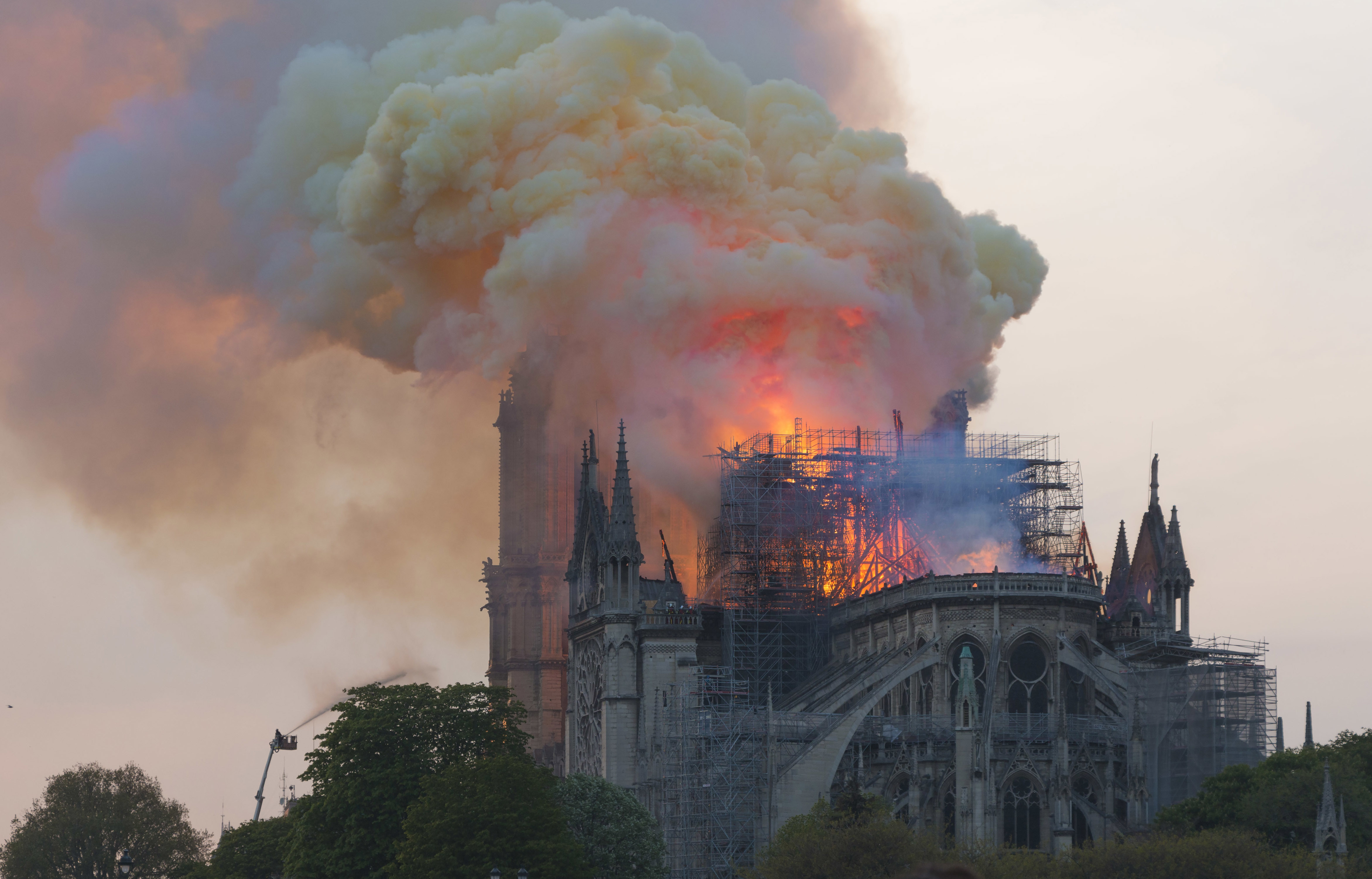
La cathédrale en feu le 15 avril 2019.
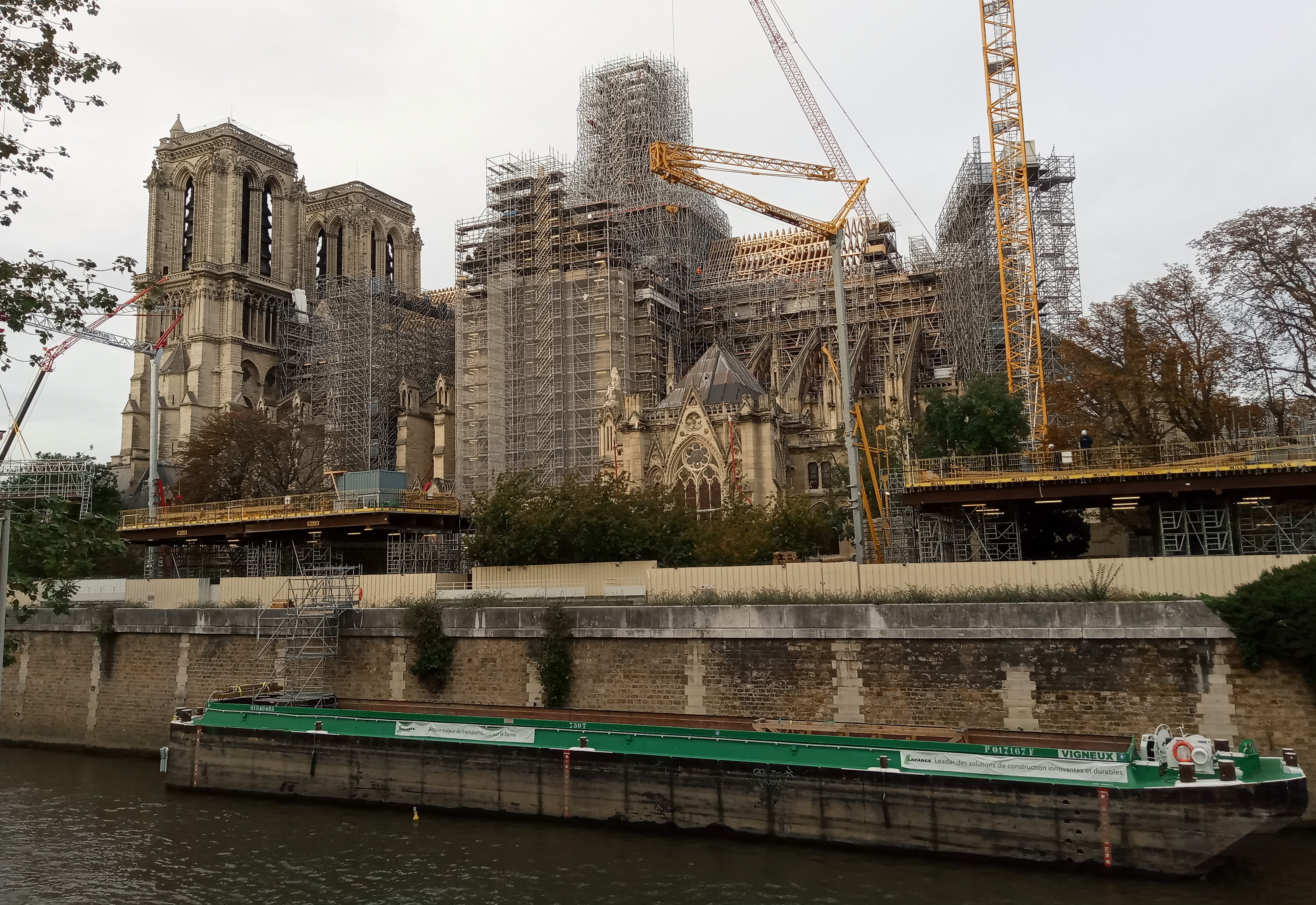
La cathédrale durant le chantier de rénovation en octobre 2023.

## Soirée du 7 décembre 2024

### Déroulement

#### Rituel religieux de réouverture des portes
Le rituel de réouverture, présidé par l'archevêque de Paris, Laurent Ulrich, a lieu en fin d'après-midi, en présence du président de la République Emmanuel Macron, des officiels, des donateurs, des représentants de toutes les paroisses de Paris, des membres du chapitre de la cathédrale et du clergé parisien.
Lors du rite d'ouverture des portes, l'archevêque de Paris Laurent Ulrich frappe la porte fermée de Notre-Dame avec sa crosse épiscopale. La cathédrale « répond » au chant du psaume 121 (en latin Lætatus sum : « Je suis dans la joie ») chanté trois fois. Après la troisième fois, l'archevêque pousse la porte qui s'ouvre pour le laisser entrer.

#### Entrée des pompiers et discours du président de la République
Après leur prestation, des pompiers intervenus lors de la lutte contre l'incendie en 2019, et des intervenants ayant participé à la restauration de la cathédrale, entrent dans la cathédrale, sont applaudis, remerciés et s'installent. Le président Emmanuel Macron prononce ensuite un discours, séquence qui devait initialement se dérouler sur le parvis de la cathédrale, mais a finalement eu lieu à l'intérieur de l'édifice, en raison de la tempête Darragh.

#### Suite de l'office religieux
Suit un office solennel, comprenant des hymnes, une homélie prononcée par l'archevêque de Paris Laurent Ulrich et, évènement notable, le chant du Te Deum. L'archevêque de Paris ayant procédé au réveil du grand orgue restauré préalablement. À l'orgue sont présents Olivier Latry, Vincent Dubois, Thierry Escaich et Thibault Fajoles.
Le chœur et la maîtrise de Notre-Dame assurent la partie chorale de ce service religieux, mais en se limitant à des cantiques ordinaires. En prévision de cette réouverture, chœur et maîtrise avaient créé auparavant, sous la direction d'Henri Chalet, un Magnificat composé pour la circonstance par Yves Castagnet.

#### Concert nocturne
Un concert en direct sur le parvis de la cathédrale était prévu ce 7 décembre, mais en raison des vents violents et de la pluie annoncés par la tempête Darragh, il a été préparé et enregistré par France Télévisions avant la soirée et diffusé à la télévision après le service. Les seuls participants à la cérémonie religieuse officielle d'ouverture sont le duo des frères Renaud et Gautier Capuçon qui interprètent une passacaille de Georg Friedrich Haendel (la « Passacaglia » en sol mineur qui termine sa Suite No 7 pour clavecin). Elle est ici jouée au violon et au violoncelle solos d'après une transcription pour violon et alto du norvégien Johan Halvorsen. Cette musique, profane, n'a aucun lien avec quelque religion que ce soit.
Le concert, grand public, puisant dans divers répertoires, est diffusé dans la soirée pour honorer la cathédrale et les participants à sa reconstruction. L'orchestre est le Philharmonique de Radio France, dirigé par le chef vénézuélien Gustavo Dudamel. Les œuvres choisies s'adressent au grand public : elles sont toutes très connues.
En préalable, l'ouverture de la soirée concert est assurée par la soprano lyrique américaine Nadine Sierra qui chante La Marseillaise, d'après la version orchestrée par Hector Berlioz, sur le parvis de la cathédrale. Elle est accompagnée par le chœur de l'Armée française, chœur d'hommes à voix égales dirigé par Aurore Tillac. Le chanteur québécois Garou débute ensuite le concert avec un extrait de la comédie musicale Notre-Dame de Paris (Le Temps des cathédrales, Les cloches et Belle). Interviennent aussi quatre chanteurs classiques ainsi que des instrumentistes issus du même univers : la soprano colorature sud-africaine Pretty Yende (mais pour un chant traditionnel britannique popularisé par Elvis Presley), la soprano lyrique française Julie Fuchs (pour le Laudate Dominum, psaume 116, extrait des Vêpres de Mozart) et le ténor franco-suisse Benjamin Bernheim (Ave Maria de Franz Schubert), ainsi que la soprano-enfant Ariane Delacroix (membre de la maîtrise de Notre-Dame), pour le Pie Jesu extrait du Requiem de Gabriel Fauré.
On y entend encore le violoniste suédois d'origine russe Daniel Lozakovich (l'Aria extrait de la 3e suite pour orchestre de Jean-Sébastien Bach), la pianiste d'origine géorgienne Khatia Buniatichvili (le 2e mouvement du concerto pour hautbois et orchestre en ré mineur d'Alessandro Marcello transcrit pour clavier seul par Jean-Sébastien Bach), le pianiste Lang Lang (le 3e mouvement du second concerto pour piano de Camille Saint-Saëns) et le violoncelliste Yo-Yo Ma, ces deux derniers d'origine chinoise.
Yo-Yo Ma fait entendre le Prélude de la première suite pour violoncelle seul de Jean-Sébastien Bach. Il accompagne aussi (par une improvisation) la comédienne Marion Cotillard qui dit le poème Le Pont, de Victor Hugo. Le comédien Éric Ruf dit un poème de Louis Aragon : Le Paysan de Paris.
Musicalement le concert bénéficie également de la participation des chanteuses africaine et libanaise Angélique Kidjo (Jerusalema) et Hiba Tawaji (Ave Maria païen extrait de la comédie musicale Notre-Dame de Paris), des interprètes français Clara Luciani (filmée sur le parvis pour La Romance de Paris, chanson de Charles Trenet) et Vianney au chant et à la guitare (pour Hallelujah d'après Leonard Cohen). Le concert bénéficie encore de la présence et de la voix du chanteur américain Pharrell Williams, en introduction à un chœur de gospel donné sur le parvis. Vers le début du concert l'orchestre avait fait entendre le 3e mouvement de la 3e symphonie avec orgue, de Camille Saint-Saëns, œuvre avec orgue dans l'orchestre et néanmoins profane, aussi solennelle que tonitruante. Le spectacle se termine avec le premier mouvement de la 5e symphonie de Beethoven enchaîné avec un son et lumière du DJ français Michaël Canitrot, projeté sur la façade et sur les tours de Notre-Dame.

### Personnalités invitées

#### Personnalités françaises
Autour du président de la République Emmanuel Macron et de son épouse, plusieurs personnalités politiques françaises assistent à la cérémonie de réouverture, dont le Premier ministre démissionnaire Michel Barnier et son épouse, ses prédécesseurs Gabriel Attal et Édouard Philippe, plusieurs ministres démissionnaires dont la ministre de la Culture Rachida Dati, et la maire de Paris Anne Hidalgo.
Les anciens présidents de la République Nicolas Sarkozy et François Hollande sont également présents, accompagnés de leurs épouses respectives, Carla Bruni et Julie Gayet. Parmi d'autres personnalités politiques, on peut encore relever la présence de Marine Le Pen et de Jordan Bardella (Rassemblement national), de François Bayrou (Mouvement démocrate), de Christine Lagarde, présidente de la Banque centrale européenne, ou de Jack Lang, ancien ministre de la Culture. Les présidents de l'Assemblée nationale et du Sénat sont représentés chacun par un vice-président, respectivement Xavier Breton et Didier Mandelli. Plusieurs présidents de groupes politiques des deux assemblées et parlementaires de Paris sont également présents.
Sont également présents à la cérémonie du 7 décembre le comte de Paris, prétendant orléaniste à la couronne de France, et son fils aîné, le prince Gaston. Le comte de Paris et son épouse assistent également à la première messe du lendemain, installés au premier rang, au côté du créateur et couturier Jean-Charles de Castelbajac et de son épouse.
Des personnalités du monde économique et culturel sont également dans l'assistance, comme Bernard Arnault, l'un des principaux donateurs de la restauration, l'homme d'affaires François-Henri Pinault et son épouse Salma Hayek, l'actrice Carole Bouquet ou encore l'animatrice Laurence Ferrari.

#### Personnalités étrangères

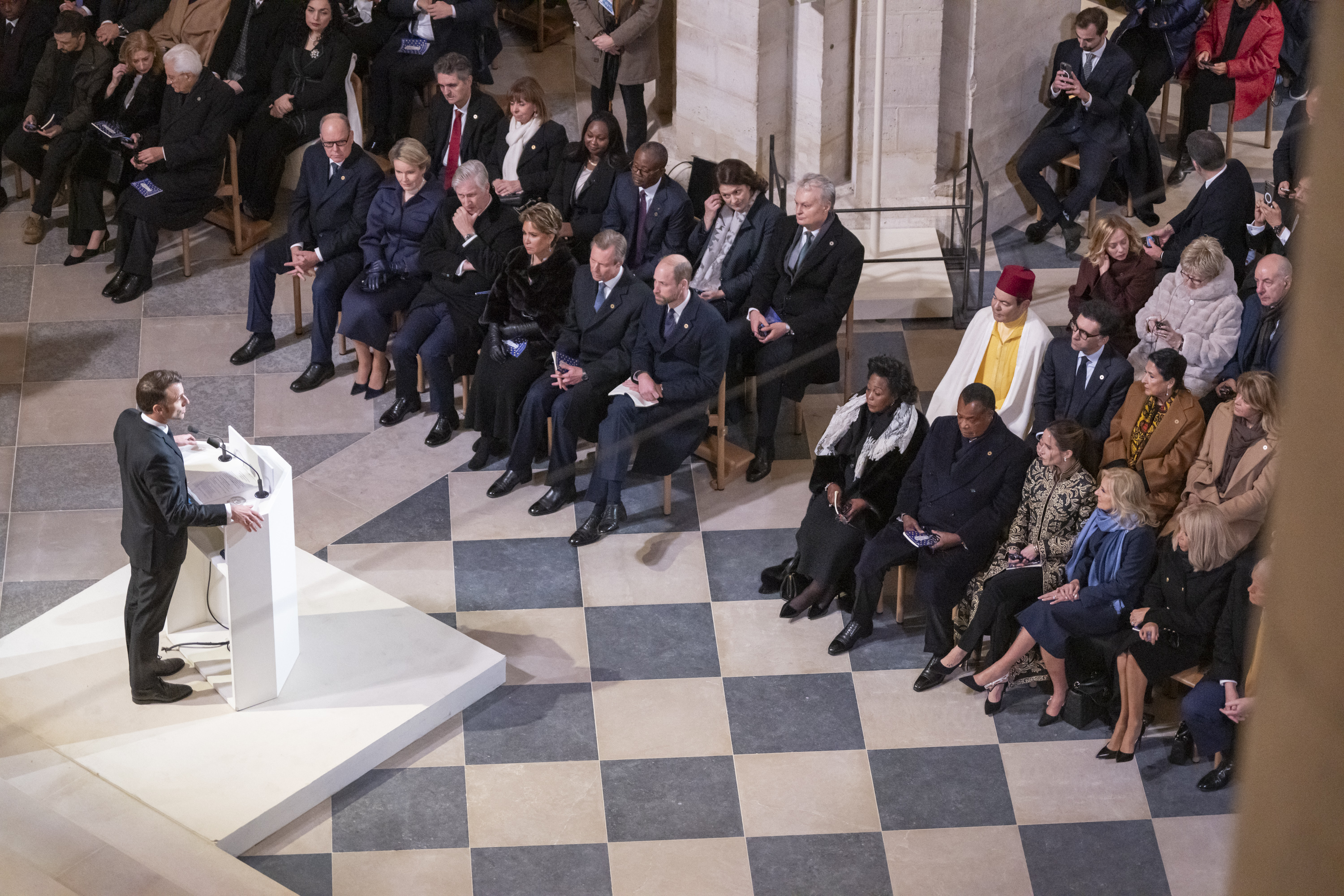
Une partie du premier rang, avec notamment, de gauche à droite : Volodymyr Zelensky, Laura et Sergio Mattarella, Albert II de Monaco, Mathilde et Philippe de Belgique, María Teresa et Henri de Luxembourg, William de Galles, Antoinette et Denis Sassou-Nguesso, Ashley et Jill Biden, Brigitte Macron et Donald Trump.

La cérémonie se déroule en présence d'un grand nombre de chefs d'État et de gouvernement, actuels et anciens, ou de leurs représentants envoyés spécialement pour l'événement, (liste par ordre alphabétique de pays) :
- Edi Rama, Premier ministre d'Albanie ;
- Frank-Walter Steinmeier, président fédéral d'Allemagne ;
- Joan-Enric Vives i Sicília, co-prince d'Andorre, et Josep Maria Mauri, représentant du co-prince d'Andorre ;
- sir Rodney Williams, gouverneur général d'Antigua-et-Barbuda ;
- Nikol Pachinian, Premier ministre de l'Arménie[18] ;
- Karl Nehammer, chancelier d'Autriche ;
- Philippe et Mathilde, roi et reine des Belges[11] ;
- Željko Komšić, membre de la présidence de Bosnie-Herzégovine ;
- Roumen Radev, président de la Bulgarie ;
- Denis Sassou-Nguesso, président de la République du Congo ;
- Zoran Milanović, président de la Croatie ;
- Alar Karis, président d'Estonie ;
- Jill Biden, Première dame des États-Unis, et sa fille Ashley, représentant leur époux et père, le président des États-Unis Joe Biden ;
- John Kerry, ancien secrétaire d'État des États-Unis[12] ;
- Donald Trump, président élu des États-Unis ;
- Alexander Stubb, président de la Finlande ;
- Brice Oligui Nguema, président par intérim du Gabon ;
- Salomé Zourabichvili, présidente de la Géorgie ;
- Ekateríni Sakellaropoúlou, présidente de la République hellénique ;
- Umaro Sissoco Embaló, président de la Guinée-Bissau ;
- Tamás Sulyok, président de la Hongrie ;
- Netchirvan Barzani, président de la région du Kurdistan irakien ;
- Sergio Mattarella, président de la République italienne, et sa fille Laura, accompagnatrice du président de la République ;
- Giorgia Meloni, présidente du Conseil des ministres d'Italie ;
- Vjosa Osmani, présidente du Kosovo[19] ;
- le prince Philipp de Liechtenstein, représentant son frère le prince souverain Hans-Adam II de Liechtenstein ;
- Gitanas Nausėda, président de la Lituanie ;
- le grand-duc Henri de Luxembourg et la grande-duchesse María Teresa[11],[20];
- Gordana Siljanovska-Davkova, présidente de la Macédoine du Nord ;
- le prince Albert II de Monaco[11] ;
- le prince Moulay Rachid, représentant son frère le roi Mohammed VI du Maroc[11] ;
- la reine Sonja de Norvège, représentant son époux le roi Harald V de Norvège[21] ;
- Santiago Peña, président du Paraguay ;
- Dick Schoof, Premier ministre des Pays-Bas ;
- Andrzej Duda, président de la Pologne ;
- le prince de Galles, William, représentant son père le roi Charles III du Royaume-Uni[11],[21] ;
- Francesca Civerchia et Dalibor Riccardi, capitaines-régentes de Saint-Marin ;
- Patrice Trovoada, Premier ministre de Sao Tomé-et-Principe ;
- Miloš Vučević, Premier ministre de Serbie ;
- Faure Gnassingbé, président du Togo ;
- Volodymyr Zelensky, président de l'Ukraine ;
- Alain Berset, secrétaire général du Conseil de l'Europe ;
- Louise Mushikiwabo, secrétaire générale de la Francophonie ;
- Mathias Cormann, secrétaire général de l'Organisation de coopération et de développement économiques (OCDE) ;
- Roberta Metsola, présidente du Parlement européen ;
- Audrey Azoulay, directrice générale de l'Organisation des Nations unies pour l'éducation, la science et la culture (Unesco).

La délégation américaine comprend également le milliardaire Elon Musk, annoncé comme futur ministre de Donald Trump.
La présidente de la Commission européenne, Ursula von der Leyen, a annulé sa participation après avoir conclu un accord commercial controversé entre l'Union européenne et le Mercosur, auquel le président Emmanuel Macron s'est fermement opposé.
Le pape François a décliné son invitation en faveur d'une visite prochaine en Corse. Une lettre de sa part a cependant été lue lors de la soirée de réouverture par Celestino Migliore, nonce apostolique du Saint-Siège en France.
Le patriarche maronite Bechara Boutros Rahi est présent à la cérémonie,,,.

## Matinée du 8 décembre 2024
Le lendemain, la messe inaugurale, avec la consécration du nouvel autel, a lieu à 10 h 30, sous la présidence de l'archevêque de Paris Laurent Ulrich, en présence du président de la République Emmanuel Macron, du Premier ministre Michel Barnier et du président du Sénat Gérard Larcher. Plusieurs chefs d'État dont Denis Sassou-Nguesso, président de la république du Congo, le grand-duc Henri et la grande-duchesse María Teresa de Luxembourg assistent également à cette messe.
À l'invitation de Laurent Ulrich, près de 170 évêques de France et du monde entier participent à cette célébration, ainsi qu'un prêtre de chacune des 106 paroisses du diocèse de Paris et un prêtre de chacune des sept Églises catholiques orientales, accompagnés par des fidèles de ces communautés.
Le rituel de consécration de l'autel comprend cinq étapes :
- le placement de reliques de saints dans l'autel ;
- la lecture de la prière de dédicace ;
- l'onction d'huile : le saint chrême ;
- l'offrande d'encens par encensement ;
- l'habillage de l'autel et son illumination.

L'archevêché de Paris a choisi de placer les reliques de cinq figures de l'Église catholique en lien avec Paris :
- sainte Madeleine-Sophie Barat, fondatrice en 1800 de la congrégation des sœurs du Sacré-Cœur, canonisée en 1925 ;
- sainte Marie-Eugénie de Jésus, fondatrice en 1839 de la congrégation des religieuses de l'Assomption, canonisée en 2007 ;
- sainte Catherine Labouré, visionnaire mariale rue du Bac en 1830, canonisée en 1947 ;
- saint Charles de Foucauld, canonisé en 2022 ;
- bienheureux Vladimir Ghika, martyr, béatifié en 2023.

## Audiences télévisées en France
L'office est retransmis par France Télévisions et diffusé en mondovision depuis le parvis de la cathédrale de façon, précise le diocèse, à « partager la joie de la réouverture avec le plus grand nombre et de remercier ceux qui l'ont permise ». La cérémonie protocolaire est suivie par 7,23 millions de téléspectateurs sur France 2, soit une part de marché de 37,5 %. Un pic d'audience à 8,03 millions de téléspectateurs est mesuré lors de l'hommage rendu aux sapeurs-pompiers. Le concert diffusé à la suite de la cérémonie est suivi par près de 4 millions de téléspectateurs,.

## Pour approfondir